# チョーガオ県
チョーガオ県（チョーガオけん、ベトナム語：Huyện Chợ Gạo / 縣𢄂𥺊?）は、ベトナム社会主義共和国ティエンザン省の県。面積は229.43km²、人口は186,034人（2019年）である。

## 行政区画
1市鎮18社から構成される。